# Discografia de Lacuna Coil
Este anexo é sobre a discografia de Lacuna Coil, uma banda de metal gótico formada na cidade de Milão, Itália, em 1994. Sua discografia é composta por seis álbuns de estúdio, um gravado ao vivo duas compilações, um álbum de vídeo, nove videoclipes, dois EP e nove singles.
A banda é inspirada pelo imaginário gótico, e seus membros são conhecidos musicalmente por compor canções que consistem em linhas de teclado entrelaçadas com o guitarra (Cristiano Migliore e Marco Biazzi), contrastando com vocal feminino de Cristina Scabbia e masculino de Andrea Ferro, tornando o som bastante melódico. Colaboram com a banda também Marco Coti Zelati como baixista e Cristiano Mozzati, como baterista).

## Álbuns de estúdio
| 1999                       | In a Reverie - Lançamento: 8 Junho de 1999 - Gravadora: Century Media              | —   | — | —  | —  | —  | —  | —  | —  | —  | —  | —  | —  |               |
| 2001                       | Unleashed Memories - Lançamento: 20 Março de 2001 - Gravadora: Century Media       | —   | — | —  | —  | 72 | —  | —  | —  | —  | —  | —  | —  |               |
| 2002                       | Comalies - Lançamento: 26 de Outubro de 2002 - Gravadora: Century Media            | 178 | 9 | —  | —  | 45 | —  | —  | —  | —  | 69 | —  | —  |               |
| 2006                       | Karmacode - Lançamento: 4 de Abril de 2006 - Gravadora: Century Media              | 28  | 1 | 47 | 17 | 43 | 52 | 21 | 72 | 40 | 52 | 61 | 86 | Itália: Prata |
| 2009                       | Shallow Life - Lançamento: 21 de Abril de 2009 - Gravadora: Century Media/EMI      | 16  | 1 | 42 | 25 | 52 | 68 | 15 | 44 | —  | 46 | 64 | 76 |               |
| 2012                       | Dark Adrenaline - Lançamento: 24 de janeiro de 2012 - Gravadora: Century Media/EMI | 15  | 3 | 48 | 18 | 36 | —  | —  | 44 | —  | 53 | 53 | 79 |               |
| 2014                       | Broken Crown Halo - Lançamento: 1 de abril - Gravadora: Century Media/Universal    |     |   |    |    |    |    |    |    |    |    |    |    |               |
| 2016                       | Delirium - Lançamento: 27 de maio - Gravadora: Century Media/Universal             |     |   |    |    |    |    |    |    |    |    |    |    |               |
| "—" não chegou às tabelas. |                                                                                    |     |   |    |    |    |    |    |    |    |    |    |    |               |

## Álbuns ao vivo
| Ano  | Álbum                                           |
| ---- | ----------------------------------------------- |
| 2008 | Visual Karma (Body Mind & Soul) Limited Edition |

## Compilações
| Ano  | Álbum                       |
| ---- | --------------------------- |
| 2005 | The EPs                     |
| 2009 | Manifesto Of... Lacuna Coil |

## Videos
- Visual Karma (Body Mind & Soul) (2008)

## EPs
| Ano  | Álbum       |
| ---- | ----------- |
| 1998 | Lacuna Coil |
| 2000 | Halflife    |

## Singles & Videoclipes
| Ano  | Álbum               |
| ---- | ------------------- |
| 2002 | "Heaven's a Lie"    |
| 2004 | "Swamped"           |
| 2006 | "Our Truth"         |
| 2006 | "Enjoy The Silence" |
| 2006 | "Closer"            |
| 2007 | "Within Me"         |
| 2009 | "Spellbound"        |
| 2009 | "I Like It"         |
| 2010 | "I Won't Tell You"  |
| 2012 | "Trip the Darkness" |
| 2012 | "Fire"              |